# 초점 (광학)

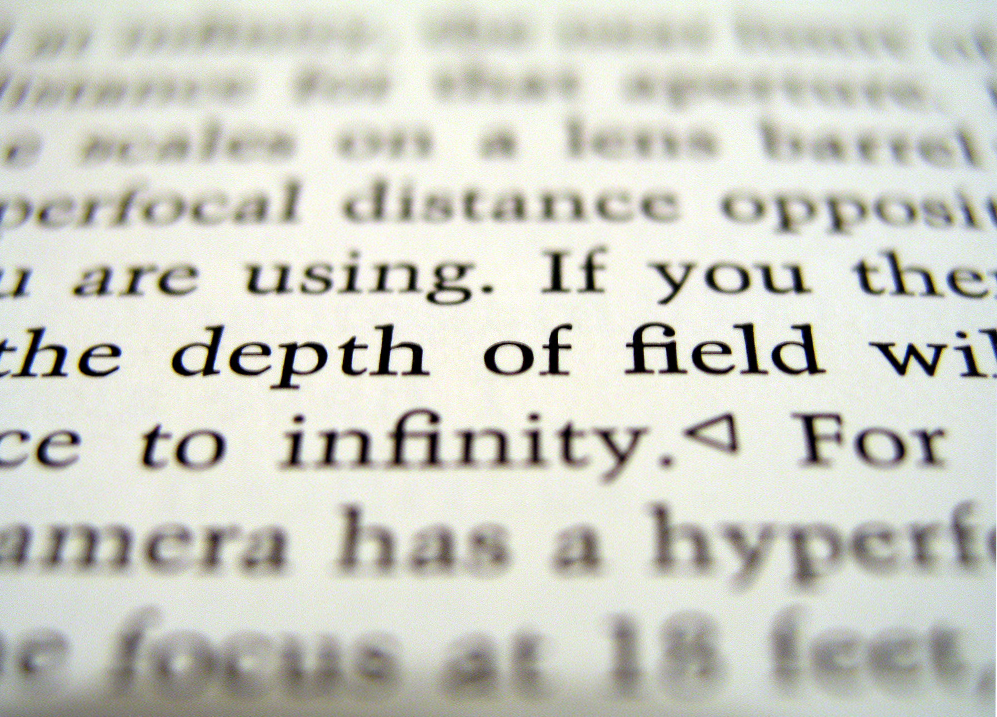
부분적으로 상이 맺히는 모습. 여러 각도에서는 대체적으로 상점에서 벗어나 있다.

광학에서 초점(焦點, focal point, focus)은 광축에 평행한 광선이 광학계에 입사했을 때, 통과 후 광선을 연장한 직선이 광축과 만나는 지점이다. 광학계의 주요 점에서 초점까지의 공기 중에서의 거리를 초점 거리라고 부른다. 카메라 광학계에서는 상점(像點, Focus, Image point)와 혼용하여 사용하기도 하지만 이는 잘못된 표현이다. 굴절형 결상계(lens)를 이용하여 결상을 하는 경우, 얇은 렌즈 방정식에 의해 상점, 초점, 피사체의 위치 관계가 표현된다. 이때 피사체의 위치가 결상계의 규모에 비해 매우 큰 경우 상점(image point)과 초점(Focal Point)는 거의 일치하는 것으로 볼 수 있다.

## 같이 보기
- 자동 초점
- 초점